# Championnat du Kenya de football 2019-2020
Navigation
Saison précédente Saison suivante
La saison 2019-2020 du Championnat du Kenya de football est la cinquante-sixième édition de la première division au Kenya, organisée sous forme de poule unique, la Premier League, où toutes les équipes se rencontrent deux fois au cours de la saison. En fin de saison, les deux derniers du classement sont relégués et remplacés par les deux meilleurs clubs de National Super League, la deuxième division kényane.
Le club de Gor Mahia, tenant du titre, remporte le championnat pour la quatrième fois consécutivement, et est avec 19 titres le club le plus titré du Kenya.

## Déroulement de la saison
Le championnat débute le 30 août 2019, le 22 novembre après trois forfaits, le club Sony Sugar est exclu de la compétition, tous ses résultats sont annulés.
Le 8 mars 2020, le championnat est interrompu à cause de la pandémie de Covid-19. Le 30 avril, le championnat est définitivement arrêté. Gor Mahia est déclaré champion, et se qualifie pour la Ligue des champions de la CAF 2020-2021. Chemelil Sugar FC est relégué.
Kisumu All Stars (16e de D1) et Vihiga United (D2) disputent les barrages pour le maintien/relégation fin octobre et début novembre, le club de deuxième division sera finalement promu. 
La Coupe du Kenya a été abandonnée, aucun club ne représente le Kenya en Coupe de la confédération 2020-2021.

## Les clubs participants
- AFC Leopards
- Sofapaka FC
- Ulinzi Stars FC
- Tusker FC
- Nzoia United FC
- Gor Mahia
- Sony Sugar
- Kakamega Homeboyz
- Mathare United
- Bandari FC
- Posta Rangers FC
- Western Stima
- Kisumu All Stars - Promu de D2
- Chemelil Sugar FC
- Kenya Commercial Bank
- Kariobangi Sharks
- Wazito FC - Promu de D2
- Zoo Kericho FC

## Compétition
Le barème de points servant à établir le classement se décompose ainsi :
- Victoire : 3 points
- Match nul : 1 point
- Défaite : 0 point

### Classement
| Rang | Équipe                | Pts | J  | G  | N  | P  | Bp | Bc | Diff |
| ---- | --------------------- | --- | -- | -- | -- | -- | -- | -- | ---- |
| 1    | Gor MahiaT            | 54  | 23 | 17 | 3  | 3  | 47 | 17 | +30  |
| 2    | Kakamega Homeboyz     | 47  | 22 | 14 | 5  | 3  | 45 | 24 | +21  |
| 3    | Tusker FC             | 46  | 22 | 13 | 7  | 2  | 41 | 21 | +20  |
| 4    | Ulinzi Stars          | 43  | 23 | 11 | 10 | 2  | 32 | 15 | +17  |
| 5    | Kenya Commercial Bank | 42  | 23 | 12 | 6  | 5  | 37 | 20 | +17  |
| 6    | AFC Leopards          | 40  | 23 | 11 | 7  | 5  | 30 | 17 | +13  |
| 7    | Western Stima         | 36  | 23 | 9  | 9  | 5  | 34 | 27 | +7   |
| 8    | Mathare United        | 33  | 22 | 8  | 9  | 5  | 33 | 26 | +7   |
| 9    | Bandari FC            | 32  | 23 | 7  | 5  | 9  | 29 | 27 | +2   |
| 10   | Sofapaka FC           | 31  | 23 | 8  | 7  | 8  | 34 | 29 | +5   |
| 11   | Posta Rangers FC      | 30  | 23 | 7  | 9  | 7  | 28 | 26 | +2   |
| 12   | Kariobangi Sharks     | 20  | 22 | 4  | 8  | 10 | 27 | 32 | -5   |
| 13   | Wazito FC P           | 20  | 23 | 4  | 8  | 11 | 24 | 30 | -6   |
| 14   | Zoo Kericho FC        | 16  | 22 | 4  | 4  | 14 | 23 | 41 | -18  |
| 15   | Nzoia United FC       | 13  | 22 | 2  | 7  | 13 | 18 | 39 | -21  |
| 16   | Kisumu All Stars P    | 9   | 22 | 2  | 3  | 17 | 13 | 50 | -37  |
| 17   | Chemelil Sugar        | 9   | 23 | 2  | 3  | 18 | 11 | 65 | -54  |
| 18   | Sony Sugar            | 0   | 0  | 0  | 0  | 0  | 0  | 0  | 0    |

|  | Qualification pour la Ligue des champions de la CAF 2020-2021                             |
|  | Qualification pour la Coupe de la confédération 2020-2021                                 |
|  | Relégation en National Super League                                                       |
|  | Qualifié pour les barrages de relégation                                                  |
|  | T : Tenant du titre C : Vainqueur de la Coupe du Kenya P : Promu de National Super League |

- Sony Sugar exclu de la compétition après trois forfaits.
- La Coupe du Kenya a été abandonnée, aucun club ne représente le Kenya en Coupe de la confédération 2020-2021.

## Barrage de relégation
Kisumu All Stars, seizième du classement rencontre Vihiga United, équipe de deuxième division, pour tenter de se maintenir. Après deux victoires 2-1 pour chacun, Vihiga United gagne aux tirs au but (5-3) et est promu en première division.

## Bilan de la saison
| Championnat du Kenya de football 2019-2020 |                       |
| Champion                                   | Gor Mahia (19e titre) |
| Coupes et trophées                         |                       |
| Vainqueur de la Coupe du Kenya 2019-2020   | non disputée          |
| Qualifications continentales               |                       |
| Ligue des champions de la CAF 2020-2021    | Gor Mahia             |
| Coupe de la confédération 2020-2021        | aucun                 |
| Promotions et relégations                  |                       |
| Promus en Premier League                   | Nairobi City Stars    |
| Promus en Premier League                   | Bidco                 |
| Promus en Premier League                   | Vihiga United         |
| Relégués en National Super League          | Chemelil Sugar        |
| Relégués en National Super League          | Sony Sugar            |
| Relégués en National Super League          | Kisumu All Stars      |